# Alcyonium pacificum
Alcyonium pacificum är en korallart som beskrevs av Yamada 1950. Alcyonium pacificum ingår i släktet Alcyonium och familjen läderkoraller. Inga underarter finns listade i Catalogue of Life.